# Echoes of Decimation
Albums de Origin
Informis Infinitas Inhumanitas
(2002) Antithesis
(2008)
Echoes of Decimation est le troisième album studio du groupe de brutal death metal technique américain Origin. Il est sorti le 20 mars 2005.

## Composition du groupe
- James Lee - chant
- Paul Ryan - guitare, chant
- Clinton Appelhanz - guitare, chant
- Mike Flores - basse
- James King - batterie

## Liste des morceaux
| 1.    | Reciprocal             | 2:26 |
| 2.    | Endless Cure           | 2:21 |
| 3.    | The Burner             | 2:20 |
| 4.    | Designed to Expire     | 3:11 |
| 5.    | Cloning the Stillborn  | 2:13 |
| 6.    | Staring from the Abyss | 3:57 |
| 7.    | Amoeba                 | 2:19 |
| 8.    | Debased Humanity       | 3:39 |
| 9.    | Echoes of Decimation   | 4:02 |
| 26:28 |                        |      |